# 范晞
范晞（?—?），北宋宋太宗趙炅年間任興元少尹。其父范正為青州從事，其從父范質為後周及北宋兩朝宰相，同母弟范杲為右諫議大夫、知制誥及永興軍路安撫使。

## 生平
范晞生性吝嗇，曾為興元少尹，但放棄其官位居於京兆府，范晞頗能增值財富，身家已累積鉅萬，但未嘗分給故舊親戚。雍熙四年（即公元987年），其弟范杲因家貧，已經欠人錢數百萬，有來自長安親故告知范杲，范晞已經不再吝嗇財物，更加揮金無數。范杲得知後非常高興，因而上言因范晞年紀漸老，希望出守主管京兆府以便照顧范晞，而趙炅亦順從范杲請求，改范杲為工部郎中及京兆府知府。但到范杲到達京兆府上任才真正得知范晞吝嗇如故，更屢次以不法事干擾公府，令范杲非常後悔。